# THE BEST OF DETECTIVE CONAN ~명탐정 코난 테마곡집~
《THE BEST OF DETECTIVE CONAN ~명탐정 코난 테마곡집~》은 아오야마 고쇼 원작의 TV 애니메이션 《명탐정 코난》의 테마곡집이다. 2000년 11월 29일에 발매됐다.

## 내용
- 애니메이션 《명탐정 코난》의 테마곡집 제1탄.
- 수록곡은 3번째 오프닝 이후부터 TWO-MIX의 〈TRUTH~A Great Detective of Love~〉를 제외한 5곡과[1], 3번째 닫는 곡 이후부터 8곡, 극장판 주제가에서 3곡을 수록.
- 이 CD에 수록되어있는 B'z의 2곡은 모두 당시 음반에 미수록된 것이다. 〈아슬아슬chop〉은 음반 수록했었지만, 버전 차이이며, 싱글 버전이 수록되어있는 음반인 오랜 기간 동안 중에서 이 작품 밖에 없다.
- ZARD의 〈운명의 룰렛을 돌리며〉는 음반 버전이며, 온에어 시의 버전으로도 싱글버전으로도 없다 싱글 버전은 15주년 기년의 베스트 음반에 처음으로 수록되며, 온에어 시의 버전은 오랫동안 음원화되지 않았다. 2012년 1월 발매한 《ZARD Album Collection ~20TH ANNIVERSARY~》에 수록되는 PREMIUM DISK에, 제113화 이후에 방송된 후기의 버전이 수록되어서, 상품화되었지만, 초기의 버전은 2013년에도 미상품화인 채로 있다.

## 수록곡
| #   | 제목                                                       | 작사                               | 작곡                  | 편곡                           | 재생 시간 |
| --- | ---------------------------------------------------------- | ---------------------------------- | --------------------- | ------------------------------ | --------- |
| 1.  | 〈수수께끼〉 (코마츠 미호)                                 | 코마츠 미호                        | 코마츠 미호           | 후루이 히로히토                | 4:38      |
| 2.  | 〈운명의 룰렛을 돌리며〉 (ZARD)                            | 사카이 이즈미                      | 쿠리바야시 세이이치로 | 이케다 다이스케                | 5:15      |
| 3.  | 〈아슬아슬chop〉 (B'z)                                     | 이나바 코시                        | 마츠모토 타카히로     | 마츠모토 타카히로              | 4:02      |
| 4.  | 〈Mysterious Eyes〉 (가넷 크로우)                          | 아즈키 나나                        | 나카무라 유리         | 후루이 히로히토                | 4:56      |
| 5.  | 〈사랑은 스릴, 쇼크, 서스펜스〉 (아이우치 리나)            | 아이우치 리나                      | 오노 아이카           | 오시로 쿠론                    | 4:56      |
| 6.  | 〈빛과 그림자의 로망〉 (우토쿠 케이코)                     | 우토쿠 케이코                      | 이케다 다이스케       |                                | 4:49      |
| 7.  | 〈그대가 없는 여름〉 (딘)                                  | 코마츠 미호                        | 이케다 다이스케       |                                | 4:24      |
| 8.  | 〈소원은 단 하나〉 (코마츠 미호)                           | 코마츠 미호                        | 코마츠 미호           | 후루이 히로히토                | 4:43      |
| 9.  | 〈얼음 위에 서 있는 것처럼〉 (코마츠 미호)                 | 코마츠 미호                        | 코마츠 미호           | 후루이 히로히토                | 3:56      |
| 10. | 〈Still for your love〉 (루마니아 몬테비데오)              | 미요시 마미                        | 미요시 마코토         | 후루이 히로히토, 미요시 마코토 | 4:24      |
| 11. | 〈Free Magic〉 (WAG)                                       | 아즈키 나나                        | 미요시 마코토         | 후루이 히로히토                | 4:00      |
| 12. | 〈Secret of my heart〉 (쿠라키 마이)                       | 쿠라키 마이                        | 오노 아이카           | Cybersound                     | 4:26      |
| 13. | 〈여름의 환상〉 (가넷 크로우)                              | 아즈키 나나                        | 나카무라 유리         | 후루이 히로히토                | 3:58      |
| 14. | 〈소녀의 시절로 돌아간 것처럼〉 (ZARD)                     | 사카이 이즈미                      | 오노 아이카           | 이케다 다이스케                | 5:10      |
| 15. | 〈ONE〉 (B'z)                                              | 이나바 코시                        | 마츠모토 타카히로     | 마츠모토 타카히로, 이나바 코시 | 4:09      |
| 16. | 〈당신이 있으니까〉 (코마츠 미호)                          | 코마츠 미호                        | 코마츠 미호           | 이케다 다이스케                | 4:37      |
| 17. | 〈Love Is Thrill, Shock, Suspense (Korean ver.)〉 (진선주) | 이제경(한국어 개사), 아이우치 리나 | 오노 아이카           | 오시로 쿠론                    |           |

## 발매일
| 국가     | 일정             | 포맷            | 레이블      |
| -------- | ---------------- | --------------- | ----------- |
| 일본     | 2000년 11월 29일 | CD              | 제인 레코드 |
| 대한민국 | 2006년 12월 15일 | 디지털 다운로드 | 씨엔엘뮤직  |